# П'ятра (Провіца-де-Жос, Прахова)
П'ятра (рум. Piatra) — село у повіті Прахова в Румунії. Входить до складу комуни Провіца-де-Жос.
Село розташоване на відстані 81 км на північний захід від Бухареста, 33 км на північний захід від Плоєшті, 60 км на південь від Брашова.

## Населення
За даними перепису населення 2002 року у селі проживали 152 особи, усі — румуни. Усі жителі села рідною мовою назвали румунську.